# Ja, Malinowski
Ja, Malinowski – polski serial komediowy, emitowany na antenie telewizji TVN od 4 września do 24 października 1999 w soboty i niedziele o godz. 18:30. Składa się z 16 odcinków.
Akcja serialu toczy się na początku lat 90. i opowiada o małżeństwie Romana i Laury Malinowskich, którzy w czasach komunistycznych wyjechali do Ameryki w celu polepszenia swoich warunków materialnych. Nieoczekiwanie Malinowski wygrywa w totalizatorze 7,5 mln dolarów i Malinowscy postanawiają wrócić do Polski. Po przyjeździe do ojczyzny rozpoczynają całkiem nowe życie. Awansują do nowo powstałej klasy zamożnych biznesmenów i odkrywają świat ludzi z pieniędzmi.
Był to pierwszy serial telewizyjny wyprodukowany przez stację TVN.

## Obsada
- Grzegorz Warchoł – Roman Malinowski
- Edyta Olszówka – Laura Malinowska
- Olaf Lubaszenko – Koryl
- Piotr Adamczyk – Pijaszewski
- Tomasz Sapryk – Miruś, kuzyn
- Jolanta Fraszyńska – Eliza
- Patryk Jezierski – Jezior
- Alan Andersz – Bliźniak
- Piotr Machalica – Artur Oziębło
- Ewa Błaszczyk – Patrycja Oziębło
- Mirosław Zbrojewicz

## Spis odcinków
1. Szatoróż
2. Przeprowadzka
3. Zwyczajny dzień
4. Ręce do pracy
5. Wuj Teofil
6. Ziemia wysypana
7. Odwiedziny rodziny
8. Rajska wyspa
9. Maraton z uśmiechem
10. Wieczór kawalerski
11. Człowiek z gazety
12. Nie przeminęło z wiatrem
13. Firma budowlana „Logo”
14. Koryl się żeni
15. Awaria
16. Koniec z nami